# Friedrich Kick (Maschinenbauer)
Friedrich Kick (* 27. Februar 1840 in Wien; † 13. März 1915 Baden, Niederösterreich) war ein österreichischer Maschinenbauer und Hochschullehrer. Er war Rektor der Technischen Hochschule Wien und des Polytechnischen Instituts in Prag sowie Abgeordneter zum Landtag von Niederösterreich.

## Leben
Friedrich Kick studierte von 1858 bis 1862 am k.k. Polytechnischen Institut in Wien, wo er ab 1862 auch Assistent war. 1866 wurde er zum ordentlichen Professor am ständischen Polytechnischen Institut in Prag berufen. In den Studienjahren 1872/73, 1881/82 und 1891/92 wurde er dort zum Rektor gewählt. 
1892 wechselte er als ordentlicher Professor der Mechanischen Technologie an der Technischen Hochschule Wien, wo er bis zu seiner Emeritierung im Jahr 1910 blieb. Im Studienjahr 1895/96 wurde er zum Rektor der Technischen Hochschule Wien gewählt. Zu seinen Assistenten zählte Paul Ludwik.
Vom 28. Dezember 1896 bis zum 8. September 1902 war er als Abgeordneter der Städte (Wien I.) liberaler Abgeordneter zum niederösterreichischen Landtag.
1873 war er Juror und Referent der Wiener Weltausstellung. 1878 wurde er Mitglied der Académie des sciences und 1905 zum Hofrat ernannt. 1906 erhielt er von der Technischen Hochschule Aachen als erster Professor der TH Wien die Ehrendoktorwürde (Dr. ing. h. c.) einer ausländischen technischen Hochschule. 
Friedrich Kick starb 1915 im Alter von 75 Jahren in Baden bei Wien und wurde am Wiener Zentralfriedhof bestattet. Sein gleichnamiger Sohn (1867–1945) war Architekt.
Nach ihm sind die Kickschen Gesetze der proportionalen Widerstände benannt.

## Publikationen (Auswahl)
- 1868: Beiträge zum Studium der neuesten Fortschritte der Spinnereimechanik, gemeinsam mit E. Rusch
- 1871: Die Mehlfabrikation: Ein Lehrbuch des Mühlenbetriebes, A. Felix, Leipzig, 3. Auflage 1894
- 1885: Das Gesetz der proportionalen Widerstände und seine Anwendungen. Nebst Versuchen über das Verhalten verschiedener Materialien bei gleichen Formänderungen sowohl unter der Presse als dem Schlagwerk, A. Felix, Leipzig
- 1898: Vorlesungen über mechanische Technologie der Metalle, des Holzes, der Steine und anderer formbarer Materialien F. Deuticke, Leipzig